# 게르만 킴
게르만 니콜라에비치 킴(러시아어: Герман Николаевич Ким, 1953년 7월 16일~)은 카자흐스탄의 학자이다.
알파라비 카자흐 국립 대학교의 아시아연구소 소장이며, 고려인에 관해 국제적으로 인정받는 학자 중 한 명으로 평가받는다.